# Deluxe Edition
Deluxe Edition ist eine EP des Hamburger Rappers Samy Deluxe. Sie erschien am 24. November 2017 über die Labels KunstWerkStadt und Universal Music. Der Rapper selbst bezeichnet die Veröffentlichung als Halbum, also Halbes Album.

## Produktion
Vier Lieder der EP wurden von Samy Deluxe in Zusammenarbeit mit DJ Vito produziert. Die anderen drei Instrumentals stammen von dem US-amerikanischen Musikproduzent Nottz.

## Covergestaltung
Das Albumcover zeigt ein buntes Graffito, das u. a. eine Krone, ein großes S und den Schriftzug Baus enthält. Links oben befindet sich der schwarze Schriftzug Samy Deluxe und rechts unten der Titel Deluxe Edition. Der Hintergrund ist weiß gehalten.

## Titelliste
| # | Titel                    | Produzent            | Länge |
| - | ------------------------ | -------------------- | ----- |
| 1 | Blessed + Gifted         | Samy Deluxe, DJ Vito | 5:32  |
| 2 | Irgendjemand muss es tun | Samy Deluxe, DJ Vito | 3:22  |
| 3 | Eskimo im Tanktop        | Nottz                | 2:49  |
| 4 | Rooftop                  | Nottz                | 4:37  |
| 5 | Fantasie Pt.2            | Nottz                | 4:00  |
| 6 | Allein in der Überzahl   | Samy Deluxe, DJ Vito | 2:56  |
| 7 | S Dot Sorge              | Samy Deluxe, DJ Vito | 4:28  |

## Chartplatzierungen und Singles
Deluxe Edition stieg am 1. Dezember 2017 auf Platz 29 in die deutschen Albumcharts ein und verließ die Top 100 in der folgenden Woche wieder.
Am 25. Oktober 2017 wurde die einzige Single Allein in der Überzahl zum Download veröffentlicht. Zum Song wurde auch ein Musikvideo gedreht.
Am 15. Januar 2019 folgte ein weiteres Musikvideo zu Rooftop. Die Bilder dazu stammen von der Kölner Streetart-Künstlerin Jacky & Hide.

## Rezeption
| Professionelle Bewertungen | Professionelle Bewertungen |
| -------------------------- | -------------------------- |
| Kritiken                   |                            |
| Quelle                     | Bewertung                  |
| laut.de                    | [ 6 ]                      |

Dominik Lippe von der Internetseite laut.de bewertete die EP mit drei von fünf möglichen Punkten. Samy Deluxe konzentriere „sich auf die Verwaltung der Vergangenheit“ und liefere keine neuen „handfesten Inhalte“. Dagegen „gehören die Instrumentals zu den Stärken von Deluxe Edition“ und auch raptechnisch könne Samy Deluxe immer noch überzeugen.